# 김해가야고등학교
김해가야고등학교(金海伽倻高等學校)는 대한민국 경상남도 김해시 내동에 있는 공립 고등학교이다.

## 학교 연혁
- 1995년 2월 28일 : 김해가야고등학교 설립인가(24학급)
- 1995년 3월 1일 : 초대 조도제 교장 취임
- 1995년 3월 4일 : 개교 및 신입생 입학식(남 193명, 여 193명 계 8학급 386명)
- 1998년 2월 13일 : 제1회 졸업식(남 187명, 여 191명 계 378명)
- 1999년 5월 25일 : 급식소 신축
- 2000년 7월 14일 : 학칙 변경(27학급)
- 2002년 4월 24일 : 연구동 4층 준공
- 2002년 5월 4일 : 급식소 증축
- 2002년 11월 23일 : 김해가야고등학교 체육관 우정관 준공
- 2010년 10월 28일 : 금빛나래 도서관 리모델링 사업
- 2017년 2월 28일 : 체육관 우정관 리모델링 및 정독실, 다목적실 조성 사업
- 2020년 3월 2일 : 제15대 권명숙 교장 취임
- 2022년 12월 29일 : 제26회 졸업식(남 136명, 여 102명 계 238명) 졸업생 누계 10,447명
- 2023년 3월 2일 : 제29회 입학식(남 166명 여 122명 계 288명)

## 참고 자료
- 김해가야고등학교 - 한국교육학술정보원 학교알리미